# Эдиподия
«Эдипо́дия» (греч. Οἰδιπόδεια) — одна из древнегреческих киклических поэм фиванского цикла, написанная предположительно в VIII веке до н. э. От неё сохранился только один небольшой фрагмент.
Поэма содержала изложение части фиванских мифов: освобождение Эдипом Фив от Сфинкс, раскрытие правды об отцеубийстве и женитьбе на матери, гибель Иокасты. В этой версии мифа Иокаста не успевает родить детей от своего сына: Этеокл, Полиник, Антигона и Исмена рождаются от Эвриганеи, дочери Гиперфанта. Продолжением «Эдиподии» стала поэма «Фиваида», тоже почти полностью утраченная.
Одна из античных надписей приписывает «Эдиподию» спартанцу Кинефону, который жил, по данным Евсевия Кесарийского, в первой половине VI века до н. э.
Сюжетный материал «Эдиподии», как и других киклических поэм, активно использовался древнегреческими лириками и трагиками (в частности, по трагедии на эту тему написали Эсхил, Софокл и Еврипид); вероятно, именно поэтому поэма потеряла самостоятельное значение для последующих поколений читателей и была забыта.
Фрагмент поэмы в переводе О.Цыбенко на русский язык опубликован в сборнике «Эллинские поэты» (М.: Ладомир, 1999. С. 109.).